# Metro de Rotterdam
El Metro de Rotterdam (neerlandès: Rotterdamse metro) és el sistema de transport públic ferroviari i metropolità que opera en Rotterdam i diverses municipalitats. L'empresa encarregada de la gestió és el RET. En 1968 va ser inaugurada la primera línia (actual Línia D) denominada "Noord - Zuidlijn" (Línia Nord - Sud) i el trajecte de la qual cobria el recorregut des de la Centraal Station fins a Zuidplein al seu pas pel riu Nou Mosa. Al moment de la seva obertura, va ser la primera línia metropolitana dels Països Baixos a més de ser la línia més curta del món amb 5,9 km.
En 1982 va quedar inaugurada la segona línia entre Capelsburg i Coolhaven (Línia Oest - Est). A partir dels anys 90 el nom d'aquestes línies van ser canviades pel de personalitats cèlebres com Desiderius Erasmus (Nord - Sud) i Caland (Oest - Est) per Pieter Caland. Al desembre de 2009 es va decidir suprimir els noms i enumerar els trajectes mitjançant lletres i colors amb la finalitat de simplificar el mapa de la xarxa i els ramals, especialment l'antiga Oest - Est.

## Línies

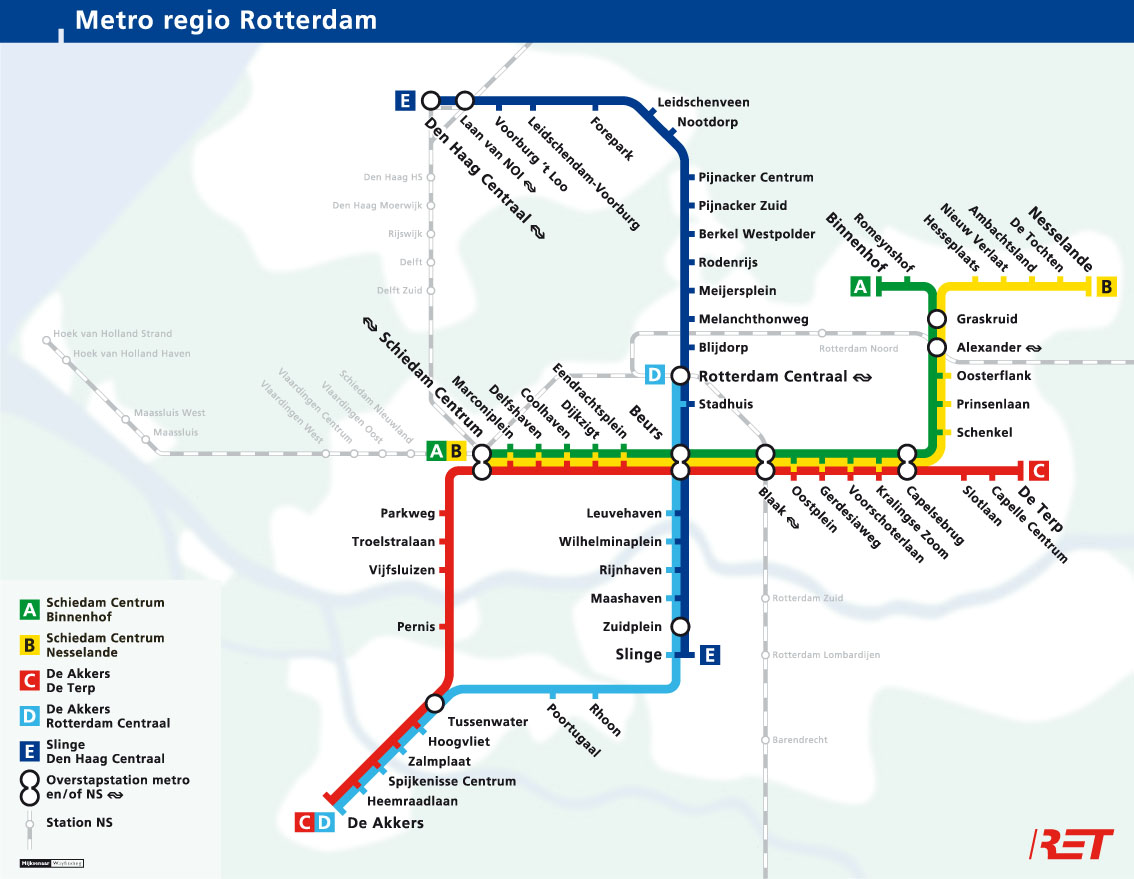
Plànol esquemàtic de la xarxa

| Línia   | Trajecte (Nord/Est-Sud/Oest)   | Estacions | Longitud, km | Enllaços amb NS                                   |
| ------- | ------------------------------ | --------- | ------------ | ------------------------------------------------- |
| Línia A | Binnenhof - Schiedam Centrum   | 20        | 17,2         | Schiedam CentrumBlaakAlexander                    |
| Línia B | Nesselande - Schiedam Centrum  | 23        | 20,1         | Schiedam CentrumBlaakAlexander                    |
| Línia C | De Terp - De Akkers            | 26        | 30           | Schiedam CentrumBlaak                             |
| Línia D | Rotterdam Centraal - De Akkers | 17        | 21           | Rotterdam Centraal                                |
| Línia E | Den Haag Centraal - Slinge     | 23        | 27           | Den Haag Centraal Laan van NOI Rotterdam Centraal |